# Golf Peaks
Golf Peaks es un videojuego de puzle desarrollado y distribuido por Afterburn. Los jugadores tienen el desafío de resolver puzles con temática de golf.

## Jugabilidad
Golf Peaks es un juego de puzle de golf isométrico. Cada mapa consiste en una serie de plataformas, y los jugadores toman cartas que determinan cómo pasarán por las plataformas. El juego implementa varios obstáculos, proporcionando nuevos desafíos para optimizar el camino por las plataformas, pero estos obstáculos no alteran las físicas; son puzles puramente lógicos.

## Desarrollo
Afterburn dijo que Golf Peaks recuperó los costos de su desarrollo una semana y media después de su lanzamiento, lo cual se lo atribuyeron al bajo costo de vida de Polonia, el hecho de haber estado en la App Store, y habiendo tenido un tiempo de desarrollo corto. El desarrollo llevó cerca de cinco meses. Fue lanzado para iOS el 12 de noviembre de 2018, para Windows y macOS el 13 de noviembre de 2018, para Nintendo Switch el 14 de marzo de 2019, y para Xbox One el 21 de septiembre de 2021. 7Levels ayudó a portearlo para Switch.

## Recepción
La versión de Switch de Golf Peaks recibió reseñas positivas en Metacritic. Nintendo Life lo llamó «divertido y atractivo», pero dijo que es un poco corto. The Verge escribió que «los puzles están bien hechos, y el juego es tan relajante que no quiero parar». Pocket Gamer elogió sus niveles balanceados y lo llamó «una experiencia bastante magnífica» retenida únicamente por su falta de contenido adicional. Digitally Downloaded recomendó el juego para cuando uno tenga periodos de tiempo para jugar, pero dijeron que tiene jugabilidad «un poco limitada» durante las sesiones largas. Aunque haya quedado decepcionado por la falta de pistas dentro del juego para la mayoría de los puzles desafiantes, el crítico de NintendoWorldReport dijo que es «una forma linda, serena y desafiante de relajarse».
Fue nominado al mejor juego de celular en los Central & Eastern European Game Awards en 2019.